# Ťjo Mou Tchun
Ťjo Mou Tchun (* 28. července 1969) je bývalý myanmarský velvyslanec při OSN. Dne 27. února 2021 byl ze své funkce odvolán poté, co den předtím při projevu v OSN odsoudil vojenský převrat ve své zemi, k němuž došlo 1. února 2021.

## Život
Studoval na soukromé univerzitě v Japonsku, kde získal titul MBA. Má také bakalářský titul v oboru mezinárodních vztahů z univerzity v Rangúnu.
V listopadu 1993 nastoupil na ministerstvo zahraničních věcí. V letech 1997 až 2001 pracoval na ambasádě v Indonésii, později pak při Stálé misi Myanmaru při OSN v New Yorku.
Dne 26. února 2021 při projevu v OSN tvrdě odsoudil vojenský převrat, ke kterému v Myanmaru došlo 1. února téhož roku. Uvedl, že stojí za svrženou političkou Aun Schan Su Ťij a vyzval k přísnějším mezinárodním sankcím. Na ostatní země apeloval, aby vojenský režim neuznaly a nespolupracovaly s ním. Na závěr svého projevu použil gesto se třemi zdviženými prsty, které se stalo symbolem prodemokratických demonstrací v Myanmaru.
Následujícího dne byl ze své funkce velvyslance odvolán. Státní televize MRTV uvedla, že zradil svou zemi a zneužil moci a odpovědnosti velvyslance.